# Work Bitch
Work Bitch (ook wel Work B**ch of Work Work) is een single van de Amerikaanse popster Britney Spears. De single ging in de VS op 16 september 2013 in première, op iHeartRadio, en werd op 17 september 2013 ook digitaal uitgebracht door RCA Records. Work Bitch was de eerste single van het aankomende achtste studioalbum.
De videoclip voor Work Bitch, geregisseerd door Ben Mor, is in Malibu, Californië opgenomen.

## Achtergrond
"Work Bitch" was geschreven door Spears, will.i.am, Anthony Preston, Otto Jettman en Ruth Anne Cunningham, en werd geproduceerd door will.i.am en Preston. In 2012 werkte Spears en will.i.am samen op het lied "Scream & Shout". In maart 2013 maakte will.i.am bekend de 'executive producer' te zijn voor het achtste album van Spears. Ter voorbereiding van de single en album nam Spears zang- en danslessen. Spears maakte de titel, "Work Bitch" bekend tijdens het filmen van de videoclip op 9 september 2013.
Op 20 augustus 2013 werd er een 'countdown' gelanceerd op de officiële website van Spears, genaamd "All Eyes On Me", die aftelde naar 17 september, wat ertoe leidde dat de fans dachten dat dat de titel van de single zou zijn.
Op 6 september 2013 maakte Spears bekend dat "Work Bitch" om 00:00 (Nederlandse tijd) op de radio in première zou gaan, en om 06:01 (Nederlandse tijd) beschikbaar zou zijn op iTunes.

## Videoclip

### Voorbereiding
De videoclip voor "Work Bitch" is geregisseerd door Ben Mor, die eerder de video voor "Scream & Shout" geregisseerd had. Spears maakte op 29 augustus 2013 bekend dat ze aan het repeteren was voor iets geheims. De videoclip is in drie dagen opgenomen, 8, 9 en 10 september.

## Verschijningsdata
| Regio            | Datum             | Formaat        | Label |
| ---------------- | ----------------- | -------------- | ----- |
| Verenigde Staten | 16 september 2013 | Radio Premiere | RCA   |
| Verenigde Staten | 17 september 2013 | Download       | RCA   |

## Hitnoteringen

### NederlandseSingle Top 100
| Hitnotering: 21-09-2013 t/m 12-10-2013 | Hitnotering: 21-09-2013 t/m 12-10-2013 | Hitnotering: 21-09-2013 t/m 12-10-2013 | Hitnotering: 21-09-2013 t/m 12-10-2013 | Hitnotering: 21-09-2013 t/m 12-10-2013 | Hitnotering: 21-09-2013 t/m 12-10-2013 |
| Week:                                  | 1                                      | 2                                      | 3                                      | 4                                      |                                        |
| -------------------------------------- | -------------------------------------- | -------------------------------------- | -------------------------------------- | -------------------------------------- | -------------------------------------- |
| Positie:                               | 45                                     | 96                                     | 98                                     | 92                                     | uit                                    |

### VlaamseUltratop 50
| Hitnotering (week 1 t/m 9): 28-09-2013 t/m 23-11-2013 Hitnotering (week 10): 14-12-2013 | Hitnotering (week 1 t/m 9): 28-09-2013 t/m 23-11-2013 Hitnotering (week 10): 14-12-2013 | Hitnotering (week 1 t/m 9): 28-09-2013 t/m 23-11-2013 Hitnotering (week 10): 14-12-2013 | Hitnotering (week 1 t/m 9): 28-09-2013 t/m 23-11-2013 Hitnotering (week 10): 14-12-2013 | Hitnotering (week 1 t/m 9): 28-09-2013 t/m 23-11-2013 Hitnotering (week 10): 14-12-2013 | Hitnotering (week 1 t/m 9): 28-09-2013 t/m 23-11-2013 Hitnotering (week 10): 14-12-2013 | Hitnotering (week 1 t/m 9): 28-09-2013 t/m 23-11-2013 Hitnotering (week 10): 14-12-2013 | Hitnotering (week 1 t/m 9): 28-09-2013 t/m 23-11-2013 Hitnotering (week 10): 14-12-2013 | Hitnotering (week 1 t/m 9): 28-09-2013 t/m 23-11-2013 Hitnotering (week 10): 14-12-2013 | Hitnotering (week 1 t/m 9): 28-09-2013 t/m 23-11-2013 Hitnotering (week 10): 14-12-2013 | Hitnotering (week 1 t/m 9): 28-09-2013 t/m 23-11-2013 Hitnotering (week 10): 14-12-2013 | Hitnotering (week 1 t/m 9): 28-09-2013 t/m 23-11-2013 Hitnotering (week 10): 14-12-2013 | Hitnotering (week 1 t/m 9): 28-09-2013 t/m 23-11-2013 Hitnotering (week 10): 14-12-2013 |
| Week:                                                                                   | 1                                                                                       | 2                                                                                       | 3                                                                                       | 4                                                                                       | 5                                                                                       | 6                                                                                       | 7                                                                                       | 8                                                                                       | 9                                                                                       |                                                                                         | 10                                                                                      |                                                                                         |
| --------------------------------------------------------------------------------------- | --------------------------------------------------------------------------------------- | --------------------------------------------------------------------------------------- | --------------------------------------------------------------------------------------- | --------------------------------------------------------------------------------------- | --------------------------------------------------------------------------------------- | --------------------------------------------------------------------------------------- | --------------------------------------------------------------------------------------- | --------------------------------------------------------------------------------------- | --------------------------------------------------------------------------------------- | --------------------------------------------------------------------------------------- | --------------------------------------------------------------------------------------- | --------------------------------------------------------------------------------------- |
| Positie:                                                                                | 14                                                                                      | 23                                                                                      | 16                                                                                      | 20                                                                                      | 21                                                                                      | 24                                                                                      | 29                                                                                      | 30                                                                                      | 40                                                                                      | uit                                                                                     | 49                                                                                      | uit                                                                                     |